# Ankarsvik
Ankarsvik is een plaats in de gemeente Sundsvall in het landschap Medelpad en de provincie Västernorrlands län in Zweden. De plaats heeft 882 inwoners (2005) en een oppervlakte van 170 hectare. De plaats ligt in het zuidwesten van het eiland Alnön aan de Botnische Golf.